# Sony Ericsson W580i
Sony Ericsson W580i es un teléfono móvil de la serie Walkman, una marca de la compañía Sony, anunciado en marzo de 2007 y puesto en el mercado en julio del mismo año.
El teléfono contiene un acelerómetro de 2 ejes que le da la capacidad de detectar movimiento en una escala limitada para realizar funciones tales como la cuenta de pasos, dar un orden aleatorio a las canciones agitando el teléfono manteniendo apretada la tecla Walkman, entre otras funciones más.

## Complemento deportivo
El teléfono móvil Sony Ericsson W580i Walkman® tiene la aplicación de estado físico donde emplea un contador de pasos, controlador de calorías, vueltas, calibración avanzada, y otras opciones de estado físico. Estas opciones mantienen un registro del desempeño personal, como la distancia, la velocidad y el conteo de pasos.
Al estar caminando y escuchando música la aplicación de estado físico cuenta automáticamente los pasos que das, mostrándolos en la pantalla principal del teléfono como un número junto a un pequeño ícono de dos pisadas, en la parte inferior izquierda.
Tiene también opciones para configurar la aplicación, como la de ajustar si se contarán o no los pasos o si se mostrarán o no las calorías consumidas. Se pueden introducir también datos personales para ayudar al rendimiento de la aplicación tales como la estatura, el peso, el año de nacimiento y el género, que son totalmente opcionales.

## Multimedia

### Soporte de imagen
El teléfono cuenta con una cámara de 2 MP, zoom digital de hasta 2.5x en modo VGA y hasta 4x en modo vídeo (176x144) con la posibilidad de subir las fotografías tomadas a un blog personal o a un ordenador por medio de Bluetooth o USB 2.0.
- VGA (640X480)
- 1 MegaPixels (1280x960)
- 2 MegaPixels (1200x1600) Máx.

### Soporte de audio
El paquete del teléfono, incluye auriculares estéreo con plug propietario no estandarizado, y también el cable USB y software para transferir música del ordenador al teléfono: 
- Cable USB 2.0
- Software "Sony Ericsson PC Suite" (ahora PC Companion) y "Disc2Phone"
- Memory Stick M2 de 512MB
- (En algunos países): Parlantes portátiles Estéreo de regalo o con descuento al momento de la compra.

### Soporte Walkman
- Como formatos de música acepta MP3, AAC, WMA, entre otras.
- Visualizaciones preinstaladas (Album lines, Inner Twirl, Walkman Lines).
- Compatibilidad con skins para al reproductor.
- MegaBass™: Esta funcionalidad agrega profundidad y amplitud estéreo, mejorando las frecuencias de los bajos y potenciando el sonido.
- Radio FM: Conectando los auriculares se posibilita el uso de la radio FM. Incorpora RDS para visualizar la emisora de radio que se sintoniza y, dependiendo de la emisora, la canción que se está escuchando.
- TrackID: Es una funcionalidad que permite conocer el título de una canción. Para ello, es suficiente con grabar unos segundos de la canción y usar TrackID para enviar la música a la base de datos de Gracenote Mobile MusicID para su reconocimiento. En segundos se obtiene el nombre del artista y el álbum (sistema semejante a la aplicación MotoID de Motorola).
- Personalización: El teléfono es personalizable al aplicar archivos .thm (temas) descargados del servicio Fun&Downloads™, Internet, o creados con el programa Sony Ericsson Themes Creator. Además, mediante la modificación del firmware del dispositivo (con programas especializados), se pueden agregar o modificar las características de estos elementos. Esta acción violaría las políticas de producto de Sony Ericsson debido a que el software es propietario, no libre.

## Bluetooth
Mediante este sistema, se posibilita sincronizar dispositivos, compartir archivos, escuchar música con auriculares Bluetooth, usar como control remoto a dispositivos que lo acepten. Tiene un alcance de 5m aproximadamente. También permite controlar o incluso modificar otro dispositivo, haciendo lo que se denomina Bluejacking

## Shake Control™
Gracias al acelerometro de 2 ejes el equipo permite cambiar una canción en forma aleatoria manteniendo presionada la tecla del reproductor Walkman y, al mismo tiempo, agitando el teléfono.

## Modding
Al igual que otros teléfonos de la marca, mediante programas especializados se puede modificar entre otras cosas:
- Camdriver (mejora la calidad de la cámara)
- Acoustics (Mejora la calidad o volumen del sonido)
- Parches VKP (Ya sean gráficos o de sistema)
- Skins y Visualizaciones para el Walkman
- Menus Flash
- Elfpack
- Fonts
- Layout
- Etc, etc.